# VOLA
VOLA ist ein dänischer Hersteller von Premium-Armaturen. Das Design wurde ab 1961 vom Architekten und Designer Arne Jacobsen entworfen.

## Geschichte
1961 hatte Arne Jacobsen die Ausschreibung für die Dänische Nationalbank gewonnen. Verner Overgaard, der damalige Eigentümer von Vola, dessen Initialen sich im Firmennamen – ein Kürzel von Verner Overgaard Lund Armaturer – wiederfinden, stellte Jacobsen seine Idee für eine wandmontierte Mischbatterie vor, das die technischen Teile in der Wand verbarg. Nur die Griffe und der Auslauf sollten sichtbar bleiben – das war seinerzeit ein neuartiges Konzept. Die Idee passte zu Jacobsens funktionellen Ansatz von Design und so er entwarf das puristische Vola Design. 
Seit 1968 wird die Armatur angeboten. Nach dem Tod Jacobsens 1971 arbeiteten zunächst Teit Weylandt, einer seiner Assistenten, für Vola. Das Sortiment wurde kontinuierlich erweitert. Das Design wurde vielfach ausgezeichnet.
Bis heute werden alle Produkte in der eigenen Manufaktur gefertigt. Das Unternehmen ist im Besitz der Gründerfamilie Overgaard.

## Auszeichnungen und Aufnahme in Museen (Auswahl)
- 1969: ID-prisen[7]
- 1974: Aufnahme in das Museum of Modern Art, New York[8]
- Die Neue Sammlung, München[7]

## Belege
1. 1 2 3  VOLA. Abgerufen am 12. Mai 2022.
2. ↑  Jesper Thiersemann: Dänische Armaturen von Vola: Zeitloses Design Seit 1968. 11. April 2019, abgerufen am 14. September 2020.
3. ↑  Impressum. Abgerufen am 13. September 2020.
4. 1 2  Jørgen Rosengren: Retssag: Danske bruse-konger i bitter millionstrid. In: Newsbreak.dk. 13. April 2018, abgerufen am 13. September 2020.
5. ↑  Exzellentes Design seit 1968 | Streifzug Media. In: Streifzug Media - Kitzbühel. Abgerufen am 19. September 2020 (deutsch).
6. ↑  VOLA. Abgerufen am 13. September 2020.
7. 1 2  Vola Katalog. Abgerufen am 19. September 2020.
8. ↑  Designklassiker: die Vola-Armatur von Arne Jacobsen. In: vanderven.de. 2. Juni 2016, abgerufen am 19. September 2020 (deutsch).